# Climat de la Bourgogne-Franche-Comté
Le climat de la Bourgogne-Franche-Comté est l’état moyen des conditions de l'atmosphère terrestre sur le territoire de la région Bourgogne-Franche-Comté, fondé sur les moyennes et la variabilité de paramètres météorologiques (température, pression atmosphérique, précipitations, ensoleillement, humidité, vitesse du vent) pendant une période donnée, la période type de référence définie par l’Organisation météorologique mondiale étant de 30 ans.
À l'ouest de la Bourgogne-Franche-Comté, le climat est de type océanique altéré, caractérisé par des températures plutôt modérées et des précipitations assez élevées comparées aux valeurs nationales. En partant vers l'est, le Morvan et les plateaux déterminent un axe où le climat est plus complexe. De type moyenne montagne, il présente une forte pluviométrie, des hivers froids et des étés frais. Du sud de la Saône-et-Loire jusqu'à Dijon, le climat de plaine subit une influence méridionale, notamment sur la côte viticole. Plus au nord, ce sont les influences continentales qui agissent sur le climat et entraînent des étés chauds, des pluies fréquentes et des hivers difficiles. La plaine et les vallées franc-comtoises sont influencées par ce climat et cumulent des précipitations voisines de 1 200 mm en se rapprochant des massifs des Vosges et du Jura. Un climat de basse montagne règne sur les plateaux du Jura, où les précipitations peuvent atteindre 1 600 mm par an. Les hivers y sont froids et la couverture neigeuse variable. À seulement 930 mètres d'altitude, la commune de Mouthe est la plus froide de France, il y gèle en moyenne 176 jours par an (période 1961-2010). La haute chaîne du Jura est dominée par un climat de montagne caractérisé par des chutes de neige importantes, une température qui décroît rapidement en fonction de l'altitude, des étés tièdes, voire frais, et des orages fréquents.
Comme l'ensemble de la France métropolitaine, la Bourgogne-Franche-Comté est exposée au réchauffement climatique qui contribue à modifier les climats locaux actuels et à des effets sur l'environnement, la santé et la société. Pour respecter les deux objectifs de l'accord de Paris sur le climat (réchauffement bien en-dessous de 2 °C et de préférence limité à 1,5 °C), une réduction forte et immédiate des émissions de CO2 est indispensable, jusqu'à atteindre la neutralité carbone, seule à même de stopper le réchauffement, la France, à travers sa politique climatique, déploie différentes stratégies d'atténuation et d'adaptation), avec des objectifs spécifiques comme la réduction des émissions de gaz à effet de serre de 40 % entre 1990 et 2030 (20 % en 2019) ou la réduction de la consommation énergétique finale de 50 % en 2050 par rapport à la référence 2012 en visant un objectif intermédiaire de 20 % en 2030. Dans ce cadre le conseil régional de Bourgogne-Franche-Comté créé le GREBE climat de Bourgogne-Franche-Comté, un groupe régional d’experts sur le climat, le GRACC ou Groupe régional d’adaptation au changement climatique en Bourgogne-Franche-Comté et publie différents documents de stratégie (SRADETT) ou d'engagements. Au niveau régionale, 44 PCAET, portés par les intercommunalités, doivent être élaborés. En octobre 2022, 19 étaient terminés, dont 14 adoptés.

## Zonages climatiques
Le relief de la région se découpe en deux parties dissymétriques selon un axe incliné nord-est/sud-ouest. de ce fait, la région est soumise à des climats variés. À l'ouest de la Bourgogne-Franche-Comté, le climat est de type océanique altéré. C'est un climat caractérisé par des températures plutôt modérées et des précipitations assez élevées comparées aux valeurs nationales.
En partant vers l'Est, le Morvan et les plateaux déterminent un axe où le climat est plus complexe. De type moyenne montagne, il présente une forte pluviométrie, des hivers froids et des étés frais. Du sud de la Saône-et-Loire jusqu'à Dijon, le climat de plaine subit une influence méridionale, notamment sur la côte viticole. Plus au nord, ce sont les influences continentales qui agissent sur le climat et entraînent des étés chauds, des pluies fréquentes et des hivers difficiles. La plaine et les vallées franc-comtoises sont influencées par ce climat et cumulent des précipitations voisines de 1 200 mm en se rapprochant des massifs des Vosges et du Jura. Un climat de basse montagne règne sur les plateaux du Jura, où les précipitations peuvent atteindre 1 200 mm par an. Les hivers y sont froids et la couverture neigeuse variable. À seulement 930 mètres d'altitude, la commune de Mouthe est la plus froide de France, il y gèle en moyenne 176 jours par an (période 1961-2010). La haute chaîne du Jura est dominée par un climat de montagne caractérisé par des chutes de neige importantes, une température qui décroît rapidement en fonction de l'altitude, des étés tièdes, voire frais, et des orages fréquents.

### Zonage de Joly et al. (2010)

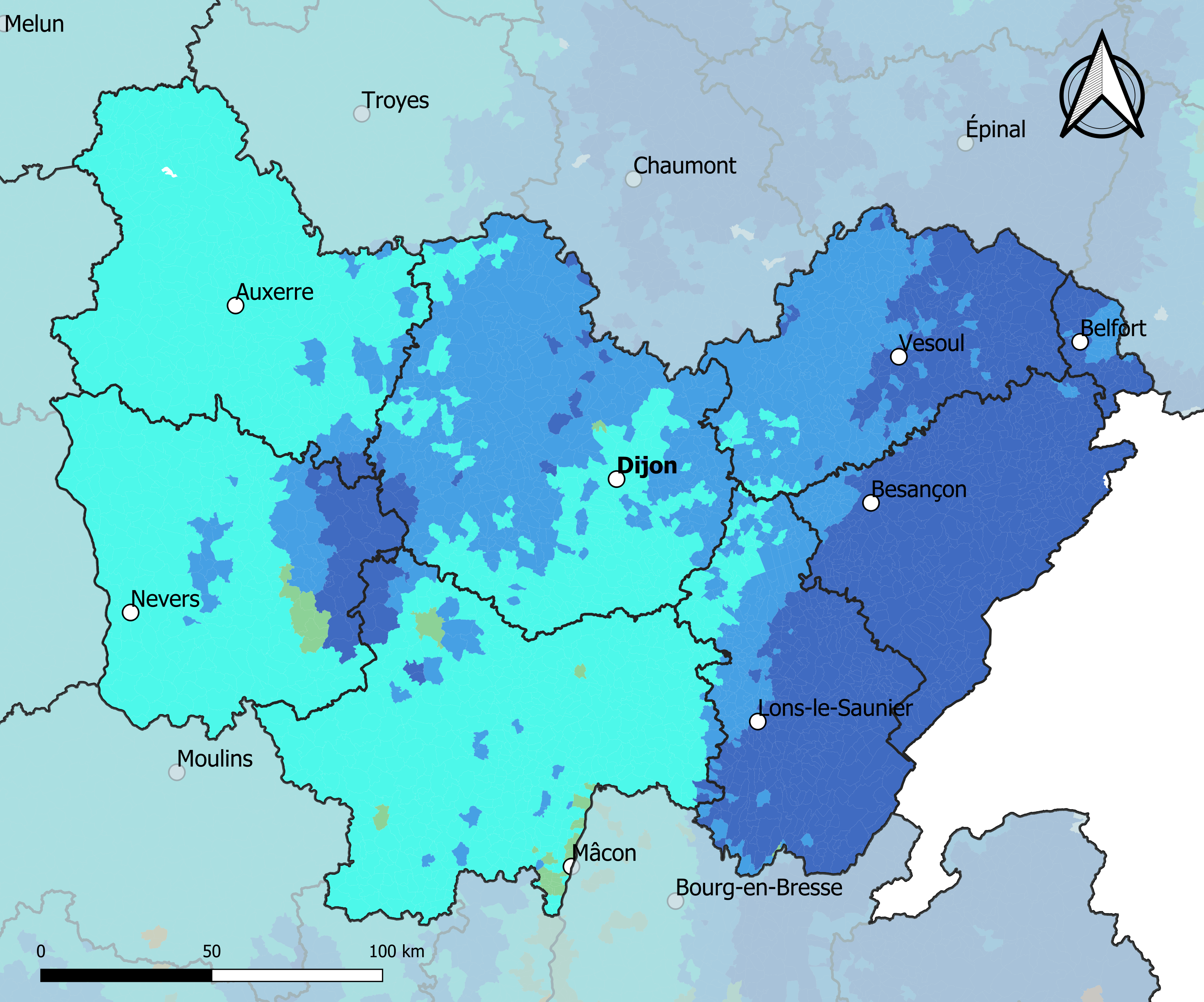
Zonage climatique de Joly et al. (2010).
1 : climats de montagne
2 : climat semi-continental et climat des marges montagnardes
3 : climat océanique dégradé des plaines du Centre et du Nord
4 : climat océanique altéré

Une étude du Centre national de la recherche scientifique de 2010 réalisée par Daniel Joly, Thierry Brossard, Hervé Cardot, Jean Cavailhes, Mohamed Hilal et Pierre Wavresky a permis de classer les climats de métropole en huit grands types. Partant des mesures stationnelles de précipitation et de température mises à disposition par Météo-France, un jeu de 14 variables intégrant une série temporelle de 30 ans (1971-2000) est défini pour caractériser les climats et leurs modalités distinctives de variation. Une méthode originale dite d’interpolation locale permet de reconstituer les champs spatiaux continus des variables en question et de les exprimer sous forme de couches d’information gérables par SIG. Il en a résulté 8 types de climats. 
- Type 1 : les climats de montagne regroupent tous les lieux où les influences montagnardes et/ou semi-continentale sont prépondérantes, avec un nombre de jours et un cumul élevés de précipitation, une température moyenne inférieure à 9,4 °C et, corrélativement, plus de 25 jours au cours desquels la température minimale a été inférieure à -5° C et moins de 4 avec un maximum supérieur à 30 °C[3].
- Type 2 : le climat semi-continental et le climat des marges montagnardes regroupent les périphéries montagnardes et s’étend sur de vastes secteurs où les températures sont moins froides qu’en montagne (elles sont cependant, à altitude égale, plus froides que partout ailleurs), les précipitations légèrement plus faibles et moins fréquentes, mais la variabilité climatique sur la normale 1971-2000 tout aussi élevée[4] ;
- Type 3 : Le climat océanique dégradé des plaines du Centre et du Nord reste océanique mais avec de belles dégradations. Les températures sont intermédiaires (environ 11 °C en moyenne annuelle, entre 8 et 14 jours avec une température inférieure à −5 °C). Les précipitations sont faibles (moins de 700 mm de cumul annuel), surtout en été, mais les pluies tombent en moyenne sur 12 jours en janvier et sur 8 en juillet, valeurs moyennes rapportées à l’ensemble français[5] ;
- Type 4 : Le climat océanique altéré constitue une transition entre l’océanique franc (type 5) et l’océanique dégradé (type 3). La température moyenne annuelle est assez élevée (12,5 °C) avec un nombre de jours froids faible (entre 4 et 8 par an) et chauds soutenu (entre 15 et 23 par an). L’amplitude thermique annuelle (juillet-janvier) est proche du minimum et la variabilité interannuelle moyenne. Les précipitations, moyennes en cumul annuel (800-900 mm) tombent surtout l’hiver, l’été étant assez sec[6].

### Zonages de Météo-France (2020)
|  |  |

## Paramètres climatiques

### Température
Sur la période 1959-2009 étudiée par Météo-France, les températures moyennes en Bourgogne-Franche-Comté ont affiché une hausse de 0,3° C par décennie et le nombre de jours dont la température maximale a dépassé 25° C a augmenté de 4. Les années 80 sont des années charnières sur la période étudiée : antérieurement les quatre années les plus froides de la période d'étude (1962, 1963, 1980, 1985), postérieurement les quatre années les plus chaudes (2014, 2011, 2003, 1994).

### Paramètres des stations météorologiques historiques
Par station historique, il convient d'entendre une station qui permet de connaître trois normales climatiques consécutives (1971-2000, 1981-2010 et 1990-2020) sur Infoclimat. Il existe dix stations historiques dans la région.
| Département           | Stations            | Températures            | Températures            | Températures             | Ensoleilmt | Précipitations | Précipitations          | Précipitations | Précipitations |
| Département           | Stations            | moy moyenne (1991-2020) | maxi extrême            | mini extrême             | Ensoleilmt | Cumul moyen    | Max en 24 h             | Max en 5 j     | Moy > 1 mm     |
| --------------------- | ------------------- | ----------------------- | ----------------------- | ------------------------ | ---------- | -------------- | ----------------------- | -------------- | -------------- |
| Côte-d'Or             | Châtillon-sur-Seine | 10,6                    | 40,0 (le 31 juil. 1983) | -22,4 (le 9 janv. 1985)  | 0          | 517,0          | 150,1 (le 4 août 1984)  | 156,2 (août)   | 7,8            |
| Côte-d'Or             | Dijon-Longvic       | 11,4                    | 39,5 (le 24 juil. 2019) | -22,0 (le 15 fev. 1929)  | 1890.1     | 743,4          | 110,1 (le 09 juin 1953) | 226,5 (nov.)   | 6,2            |
| Doubs                 | Besançon            | 11,4                    | 40,3 (le 28 juil. 1921) | -20,7 (le 09 janv. 1985) | 1872.8     | 1157,0         | 117,1 (le 03 oct. 1935) | 211,0 (août)   | 8,0            |
| Haute-Saône           | Luxeuil             | 10,8                    | 38,9 (le 25 juil. 2019) | -25,9 (le 16 janv. 1966) | 1847.9     | 977,3          | 257,0 (le 27 juin 1980) | 313,2 (juin)   | 6,8            |
| Jura                  | Lons Le Saunier     | 11,7                    | 39,4 (le 12 août 2003)  | -15,0 (le 30 dec. 2005)  | 1875.3     | 601,0          | 85,1 (le 26 sept. 1987) | 144,5 (sept.)  | 7,8            |
| Nièvre                | Nevers-Marzy        | 11,4                    | 39,4 (le 31 juil. 2020) | -25,0 (le 09 janv. 1985) | 1843.9     | 783,5          | 77,0 (le 28 août 1983)  | 100,0 (sept.)  | 6,0            |
| Saône-et-Loire        | Mâcon               | 12,3                    | 39,8 (le 13 août 2003)  | -21,4 (le 15 fev. 1956)  | 1943.1     | 833,7          | 98,0 (le 30 sept. 1958) | 218,1 (nov.)   | 7,0            |
| Saône-et-Loire        | Mont-Saint-Vincent  | 10,4                    | 37,6 (le 12 août 2003)  | -21,1 (le 10 fev. 1956)  | 2061.2     | 891,2          | 96,0 (le 18 sept. 1974) | 105,9 (avr.)   | 6,3            |
| Territoire de Belfort | Belfort             | 10,7                    | 38,1 (le 24 juil. 2019) | -20,6 (le 9 janv. 1985)  | 8.1        | 822,5          | 127,0 (le 22 dec. 1986) | 187,3 (dec.)   | 7,1            |
| Yonne                 | Auxerre             | 11,9                    | 41,1 (le 6 août 2003)   | -19,9 (le 16 janv. 1985) | 1697.5     | 704,7          | 61,0 (le 11 sept. 1993) | 101,8 (août)   | 5,7            |

## Événements météorologiques exceptionnels

### Événements historiques
- Novembre 1840 - Crue majeure du Rhône - En novembre 1840, le Rhône connait une crue majeure, qui reste encore une référence aujourd\’hui. Avec celle de mai 1856, ce sont les 2 crues du fleuve les plus fortes du XIXème siècle[17].

- Mai 1856 - Une crue majeure du Rhône - En mai 1856, le Rhône connait une crue majeure, qui reste encore une référence aujourd’hui. Avec celle de novembre 1840, ce sont les 2 crues du fleuve les plus fortes au XIXème siècle[18].

- 18 janvier 1910 - Crue historique de la Seine (et plus généralement dans le nord et l’est) - C’est "la" dernière crue majeure de la Seine à Paris. Si on prend en considération la crue des affluents du Rhin et du Doubs, l’évènement a touché une grande partie de la moitié nord de la France (plus de détails en fin d’article)[19].

- Janvier 1924 - Crue de la Seine - Un automne 1923 très pluvieux et de fortes précipitations en fin d’année provoquent une importante crue de la Seine en janvier 1924[20].

- Novembre 1951 - Inondations en basse vallée du Rhône - Octobre et novembre 1951 ont connu une succession d’épisodes pluvieux importants provoquant des débordements de rivières et de très graves inondations en basse vallée du Rhône[21].

- Janvier 1955 - Crue de la Seine - Une ampleur comparable à celle de janvier 1924, même si la cote maximale observée à Paris-Austerlitz le 23 est légèrement plus faible, avec 7,10 m. Cette valeur la classe au 3ème rang depuis le début du XXe siècle. Janvier 1910 demeure la crue de référence[22].

- Janvier 1959 - Crue de la Seine - Avec une cote maximale de 6,20 m mesurée à la station de Paris-Austerlitz le 19, la crue de la  Seine de janvier 1959 est la plus importante observée au cours de la seconde moitié du XXe siècle[23].

- 14 janvier 1982 - Crue de la Seine - Une importante crue de la Seine en janvier 1982 résulte des effets cumulés d’un automne très humide suivi d’un début d’hiver remarquablement pluvieux[24].

- Avril 1983 - De très fortes pluies sur le nord-est de la France - Une telle pluviométrie constitue un événement rare à cette époque de l’année[25].

### Années 2000
- 10 mars 2001 - Crue de la Saône - À la suite de précipitations très abondantes depuis le début du mois de mars 2001, surtout en Bourgogne, Franche-Comté, Ain et Savoie, et des températures très douces pour la saison accentuant la fonte nivale, le Doubs, la Saône et l’Ain entrent en crue à partir du 10 mars[26].

- 27 mars 2001 - Inondations dans le Nord-Est - La pluviométrie du mois de mars 2001 est tout à fait exceptionnelle sur le nord-est de la France. Dans tous les départements, des records ont été battus. Les cumuls mensuels sont au moins deux fois supérieurs aux normales[27].

- 4 au 7 juillet 2001 - De très forts orages traversent la France - L’événement orageux traverse la France du Sud-Ouest au Nord-Est. De très fortes pluies se sont produites sur le relief des Hautes-Pyrénées le 4 . Le 6, près de Strasbourg, les rafales de vent provoquent 14 victimes sous un chapiteau[28].

- 28 et 29 décembre 2001 - Fortes précipitations sur l’est de la France - De fortes précipitations ont lieu durant la nuit du 28 au 29 décembre et la journée du 29 décembre, avec une limite pluie-neige oscillant entre 800 et 1200 m[29].

- Novembre 2002 - Fortes précipitations sur l’est de la France - Aprés un mois d’octobre déjà très humide sur le nord-est de la France (record de cumul mensuel de précipitations battu à Colmar), le mois de novembre 2002 s’accompagne à nouveau de pluies extrêmement abondantes[30].

- 14 au 18 avril 2005 - Inondations printanières en Saône-et-Loire - Un temps très perturbé affecte les départements de la Saône-et-Loire, du Rhône et de la Drôme entre les 14 et 18 avril 2005[31].

- 17 septembre 2006 - Inondations dans le Nord-Est - La pluviosité du mois de septembre 2006 est importante sur le nord-est de la France, notamment à Colmar et Belfort où ce mois est record. C’est au cours des journées du 17 et du 24 que les plus fortes valeurs sont enregistrées[32].

- 14 juin 2007 - Orages sur le centre de la France - Ils touchent notamment la Corrèze, le Cantal et la Saône-et-Loire[33].

- 20 et 21 juin 2007 - Violents orages sur le Nord-Est - Les 20 et 21 juin 2007, des orages accompagnés de forte pluie et d’importantes chutes de grêle ont touché le Haut-Rhin et le Doubs[34].

- 28 et 29 août 2007 - Orages dans le Doubs et le Jura - Entre le 28 et le 29 août 2007, des orages accompagnés de fortes pluies touchent les départements du Doubs et du Jura[35].

- 10 juin 2008 - Orage sur Dijon - De violents orages se développent dans l’après-midi du 10 juin 2008 sur la Côte d’Or[36].

### Années 2010
- 15 août 2010 - Fortes précipitations sur le nord-est de la France - Les 15 et 16 août une perturbation très active a donné des précipitations exceptionnelles sur l’ouest de la Lorraine, la Champagne-Ardennes et l’est de la Picardie[37].

- 1er au 6 mai 2013 - Inondations en Bourgogne - Après un hiver et un début de printemps déjà bien arrosés sur la Bourgogne les pluies continuent de tomber début mai 2013 provoquant de nombreuses inondations[38].

- 19 juin 2013 - Violents orages sur le quart nord-est de la France - Le 19 juin 2013 plusieurs vagues orageuses remontent et touchent le quart nord-est de la France, particulièrement les régions Picardie et Champagne-Ardenne[39].

- 29 et 30 mars 2015 - Inondations sur le Jura - En fin de journée du 29 mars et en matinée du 30 mars 2015 le passage d’une perturbation active apporte des pluies abondantes sur les hauts reliefs du massif du Jura entraînant des inondations[40].

- 31 août 2015 - Violents orages sur une partie du pays - Un épisode pluvio-orageux de forte intensité balaie une grande partie de l’Hexagone autour d’un axe sud-ouest/nord-est. Il s’accompagne d’importants cumuls de précipitations et localement de violentes rafales de vent[41].

- 28 mai au 5 juin 2016 - Inondations sur Paris et en région Centre - Du 28 au 31 mai 2016, de nombreuses régions connaissent des cumuls de précipitations importants et dans certains cas exceptionnels. Cet épisode pluvieux est suivi d’une accalmie le 1er juin, tandis que les cours d’eau réagissent fortement jusque début juin[42].

- 22 au 25 juin 2016 - Orages et pluies intenses - De violents orages touchent le nord et le nord-est du pays du 22 au 25 juin 2016. Le 25 s’y ajoutent localement des pluies orageuses abondantes dans le sud-ouest[43].

- 15 mai 2018 - Orage violent sur le Jura - Un violent phénomène orageux accompagné de grêle et de forte pluie s’est produit dans le nord du département du Jura, à proximité de la commune de Dole[44].

- 27 juillet 2019 - Violentes pluies du Jura aux Savoies - Le 27 juillet 2019, la perturbation orageuse qui a traversé le Sud-Ouest la veille, gagne l’est de la France où les orages accompagnés de pluies intenses éclatent[45].

### Années 2020
- 29 janvier 2021 - Fortes pluies sur le Nord-Est - Les 28 et 29 janvier 2021, le temps est doux mais agité et accompagné de fortes précipitations sur le nord-est de la France[46].

## Politique et planification climatiques

### Niveau national
Pour respecter les deux objectifs de l'accord de Paris sur le climat (réchauffement bien en-dessous de 2 °C et de préférence limité à 1,5 °C), une réduction forte et immédiate des émissions de CO2 est indispensable, jusqu'à atteindre la neutralité carbone, seule à même de stopper le réchauffement. Diminuer les émissions des autres gaz à effet de serre, en particulier le méthane, est également pertinent. Pour répondre à cet objectif, la France, à travers sa politique climatique, déploie différentes stratégies d'atténuation et d'adaptation), avec des objectifs spécifiques comme la réduction des émissions de gaz à effet de serre de 50 % entre 1990 et 2030 (20 % en 2019) ou la réduction de la consommation énergétique finale de 50 % en 2050 par rapport à la référence 2012 en visant un objectif intermédiaire de 20 % en 2030. La traduction des engagements de la France sur le climat et l'énergie se décline en différents documents de planification aux niveaux régional et local.

### Niveau régional
Les régions sont des acteurs clés dans la lutte contre le changement climatique. Elles ont un rôle important à jouer dans l’adaptation et l’atténuation du changement climatique. 

#### SRADDET, schéma régional d'aménagement durable
L’élaboration d’un schéma régional d'aménagement, de développement durable et d'égalité des territoires (SRADDET) est confiée à la région par l’article 10 de la loi portant nouvelle organisation territoriale de la République (NOTRe) du 7 août 2015. Dans ce cadre, le conseil régional de Bourgogne-Franche-Comté adopte le 26 juin 2020 le projet d'aménagement intitulé « SRADDET Ici 2050 », qui est ensuite approuvé par le Préfet de région en septembre 2020,. Par un jugement du 12 janvier 2023, le tribunal administratif de Dijon a annulé le Sraddet de la région Bourgogne-Franche-Comté à la demande d'une association de défense du patrimoine (ACBFC) et de 368 autres personnes morales et physiques. L'annulation est toutefois différée au 1er janvier 2025 afin de ne pas priver la Région d'un document de référence qui doit permettre de garantir la prise en compte des objectifs en matière de biodiversité. Ce qui laisse deux ans à la collectivité territoriale pour remédier à ce manque.

#### GRACC, Groupe régional d’adaptation au changement climatique en Bourgogne-Franche-Comté
L’État, l’ADEME, la Région Bourgogne-Franche-Comté, les Agences de l’eau Rhône-Méditerranée-Corse, Seine Normandie & Loire Bretagne, l’Office Français de la biodiversité (OFB), l’Agence Régionale de Santé (ARS) et Alterre Bourgogne-Franche-Comté ont souhaité initier une dynamique régionale autour de l'adaptation au changement climatique pour œuvrer ensemble sur le sujet. Une journée de lancement de la démarche réunissant élus, acteurs économiques, acteurs agricoles et forestiers, gestionnaires de réseaux et d’infrastructures, partenaires institutionnels, acteurs de la recherche a eu lieu le 7 juillet 2022.

#### GREBE climat de Bourgogne-Franche-Comté
Devant l’enjeu climatique, des « groupes régionaux d’experts sur le climat (GREC) » sont mis en place dans les différentes régions. Le GREBE climat de Bourgogne-Franche-Comté est installé le 19 décembre 2023 au conseil régional. Son objectif principal est de rapprocher les connaissances, les initiatives et les réseaux portant sur les changements climatiques à l’échelle de la région dans le but d’éclairer les décisions en matière de stratégies et d’actions locales d’adaptation.

#### Observatoire régional et territorial Énergie, climat, air
L’observatoire est un outil de production et de diffusion de connaissances, d’analyses et d’échanges sur les enjeux atmosphériques, énergétiques et climatiques en Bourgogne-Franche-Comté. Il fournit un état de la situation énergétique, des émissions de gaz à effet de serre et de polluants atmosphériques, et synthétise les grandes tendances. Il apporte également des éclairages sur le changement climatique et ses effets pour mieux comprendre la nécessité de s’y adapter. Il est piloté et financé par la région, l’ADEME et la DREAL et est coordonné par Alterre en partenariat avec ATMO Bourgogne-Franche-Comté.

### Niveau local

#### SCOT
Les lois Grenelle de 2009 et 2010 ont renforcé le rôle des schémas de cohérence territoriale (SCoT), en étendant leurs moyens d’actions dans de nombreux domaines (consommation d'espace, continuités écologiques, commerce, mais aussi air, énergie et climat). YY SCOT sont approuvés ou en cours d'élaboration en Occitanie au 31 décembre 2022.

#### Des territoires à énergie positive (2014) à une région à énergie positive
Un territoire à énergie positive pour la croissance verte (TEPCV) est un territoire d’excellence de la transition énergétique et écologique, un projet lancé par le ministère de l'environnement en 2014. La collectivité s’engage à réduire les besoins en énergie de ses habitants, des constructions, des activités économiques, des transports, des loisirs. Elle propose un programme global pour un nouveau modèle de développement, plus sobre et plus économe. En 2017, la Bourgogne-Franche-Comté compte 33 territoires à énergie positive pour la croissance verte et trois contrats locaux de transition énergétique (CLTE).
En juin 2020, la région a adopté son SRADDET et intégré les objectifs climat-air-énergie du scénario « Vers une Région à énergie positive et bas carbone en 2050 ». Ce scénario fixe une feuille de route énergie-climat ambitieuse de la région à 2050, avec des objectifs intermédiaires en 2026 et 2030. Le 24 juin 2022, une feuille de route de la transition énergétique pour la déclinaison de ces objectifs dans l’ensemble de ses politiques est définie, et notamment à travers deux politiques phares : la rénovation énergétique performante des bâtiments et le développement des énergies renouvelables et de récupération.

#### PCAET
Instaurés par la loi relative à la transition énergétique pour la croissance verte du 17 août 2015, les plans climat-air-énergie territorial (PCAET) sont définis à l’article L. 229-26 du code de l'environnement. Ils sont obligatoires pour les établissements publics de coopération intercommunale (EPCI) à fiscalité propre de plus de 20 000 habitants. Les EPCI de moins de 20 000 habitants peuvent s’ils le souhaitent élaborer des PCAET volontaires. Chaque PCAET doit être mis à jour tous les 6 ans et faire l’objet d’un bilan à mi-parcours au bout de 3 ans. 44 territoires sont dans l'obligation d'élaborer un PCAET en Bourgogne-Franche-Comté. Au 6 octobre 2022, 19 PCAET étaient terminés, dont 14 adoptés.

#### PLU
Les Plans locaux d'urbanisme (PLU) et PLU intercommunaux doivent être compatibles le PCAET (et non plus simplement le prendre en compte comme c'était le cas jusqu'au 1er avril 2021).